# Gledališče Koper
Gledališče Koper (italijansko Teatro di Capodistria) je slovensko nacionalno poklicno gledališče, s sedežem na Verdijevi ulici 3, Koper. 

## O gledališču
Gledališče je bilo ustanovljeno leta 1. januarja 2001 z odlokom Mestne občine Koper. Na sezono gledališče pripravi vsaj pet predstav.
Direktorica gledališča je Katja Pegan.

## Ansambel
- Anja Drnovšek
- Tjaša Hrovat
- Rok Matek
- Igor Štamulak
- Luka Cimprič[3]
- Mojca Partljič
- Blaž Popovski